# Gaddfjärden
Gaddfjärden är en fjärd i Finland. Den ligger i landskapet Nyland, i den södra delen av landet, 90 km sydväst om huvudstaden Helsingfors.
Gaddfjärden avgränsas av Jussarö i norr samt holmarna Västergadden, Hamngadden och Östergadden i söder.